# Joachim Poß
Joachim Poß, né le 27 décembre 1948 à Westerholt, en Westphalie, est un homme politique allemand membre du Parti social-démocrate d'Allemagne (SPD).
Il est élu député fédéral de Rhénanie-du-Nord-Westphalie au Bundestag pour la première fois en 1980, et est vice-président du groupe social-démocrate de 1999 à 2013, après en avoir été porte-parole pour les finances. En 2010, il est chargé de l'intérim de la présidence du groupe à la suite du retrait temporaire de Frank-Walter Steinmeier.

## Éléments personnels

### Formation et carrière
Après avoir obtenu son certificat général de l'enseignement secondaire en 1965, il suit un apprentissage dans la fonction publique et accède, en 1970, au grade d'inspecteur municipal. Il accomplit son service civil pendant un an à partir de 1972, puis quitte l'administration en 1973, après avoir été nommé directeur général de l'éducation et des loisirs de la Jeunesse socialiste allemande – Les Faucons, une organisation de jeunesse liée au SPD, en Rhénanie-du-Nord-Westphalie. Il est promu en 1976 au poste de directeur administratif du centre de formation socialiste dans la région de Haard, et y renonce au bout de quatre ans, à la suite de son élection comme député au Bundestag.

### Vie privée
Marié et père de trois enfants, il est de confession catholique.

## Parcours politique

### Activité militante
Il adhère au Parti social-démocrate d'Allemagne (SPD) en 1966. En 1980, il est élu président de la section du parti à Gelsenkirchen, conservant ce mandat pendant douze ans, puis en devient vice-président jusqu'en 1999, année de son entrée au comité directeur fédéral. Il préside, de 1998 à 2001, la fédération sociale-démocrate de Westphalie occidentale.

### Carrière institutionnelle
En 1975, il entre au conseil municipal de Gelsenkirchen, où il prend en 1977 la vice-présidence du groupe SPD. Il renonce à ce mandat en 1980, à la suite de son élection comme député fédéral de Rhénanie-du-Nord-Westphalie dans la circonscription de Gelsenkirchen I, rebaptisée Gelsenkirchen lors du redécoupage de 2002. Il est choisi huit ans plus tard, en 1988, comme porte-parole du groupe sur les finances, puis est désigné vice-président, responsable du groupe de travail sur les finances et le budget, en 1999. Il est réélu en 2009 avec 50,5 % des voix, le meilleur résultat obtenu par le SPD au scrutin uninominal.
À la suite du retrait temporaire de la vie politique de Frank-Walter Steinmeier le 23 août 2010, Joachim Poß devient le lendemain président du groupe SPD au Bundestag en sa qualité de doyen des vice-présidents. Steinmeier fait son retour après huit semaines, le 25 octobre.